# San Juan La Laguna
San Juan La Laguna – niewielka miejscowość na południowym zachodzie Gwatemali, w departamencie Sololá. Według danych szacunkowych z 2012 roku liczba mieszkańców wynosiła 5868 osób. 
San Juan La Laguna leży około 47 km na południowy zachód od stolicy departamentu – miasta Sololá. Miejscowość leży na wysokości 1562 metry nad poziomem morza, w górach Sierra Madre de Chiapas, nad brzegiem jeziora kraterowego Atitlán. 

## Gmina San Juan La Laguna
Miejscowość jest także siedzibą władz gminy o tej samej nazwie, która jest jedną z dziewiętnastu gmin w departamencie. W 2012 roku gmina liczyła 11 047 mieszkańców. Gmina jak na warunki Gwatemali jest bardzo mała, a jej powierzchnia obejmuje 36 km². 
Mieszkańcy gminy utrzymują się głównie z uprawy roli i z turystyki. W rolnictwie dominuje uprawa kukurydzy, pszenicy i warzyw.
Klimat gminy jest równikowy, według klasyfikacji Köppena, należy do klimatów tropikalnych monsunowych (Am), z wyraźną porą deszczową występującą od maja do października. Opady uzależnione od wysokości nad poziom morza zawierają się w granicach od 3000 do 4500 mm rocznie. Średnio roczna temperatura wynosi od 18 do 21 °C.